# Klausdorf (Am Mellensee)
Klausdorf è una frazione del comune tedesco di Am Mellensee, nel Land del Brandeburgo.